# Suchý vrch (Ralská pahorkatina)
Suchý vrch (428 m n. m.) je vrch v okrese Česká Lípa Libereckého kraje, ležící asi 2,5 km zjz. od Starých Splavů, na katastrálním území města Doksy.
Suchý vrch leží na východním konci hřbetní linie tří kopců. Uprostřed leží sousední Strážný vrch (468 m) a na západním konci je nejvyšší Maršovický vrch (499 m), který je zčásti odtěžený.

## Název
Vrch se v minulosti nazýval Holý vrch, tento název je doložen ještě ve vydání státní mapy z roku 2002.

## Geomorfologické zařazení
Vrch náleží do celku Ralská pahorkatina, podcelku Dokeská pahorkatina, okrsku Polomené hory, podokrsku Housecká vrchovina a Maršovické části.

## Přístup
Nejbližší dojezd automobilem je na parkoviště u silnice I/38 u Starých Splavů. Odtud lze pokračovat pěšky na ZJZ Středním důlem a Vůbčářskou roklí po červené turistické značce pod vrch a odbočit po lesní pěšině na vrchol. Červená značka pokračuje k rozcestí Pod Braniborskou jeskyní, kde se napojuje zelená značka, která vede nejdříve na sever kolem samotné jeskyně (přesněji převisu) a poté se stáčí na východ a vrací se do Starých Splavů.